# هنري بيهار
هنري بيهار،(بالفرنسية:Henri Béhar) ولد في باريس، هو أستاذ ومؤرخ الأدب الفرنسي. وهو متخصص في الأدب الطليعي، وقد كتب أعمال مرجعية عن ألفريد جاري ودادا والسريالية. يدير الاستعراض٬ مؤسس فريق البحث هوبير دي فاليس (بالفرنسية: Hubert de Phalèse)‏. وهو أحد رواد استخدام علوم الكمبيوتر في الدراسات الأدبية. منذ عام 2003، أصبح أستاذاً فخرياً بجامعة باريس، والتي أدارَها بين عامي 1982 و1986.

## مسار
بعد أن أصبح أستاذاً في مركز الصوتيات التطبيقية وأستاذ مشارك في إيكول نورمال داراس (بالفرنسية: École Normale d’Arras)‏، أصبح هنري بيهار أستاذاً مساعداً في جامعة باريس ثم محاضرًا في الجامعة الوطنية لساحل العاج. من 1977 إلى 2003، عند عودته إلى فرنسا، كان يشتغل أستاذاً للأدب الفرنسي في جامعة باريس.

### الأنشطة الإدارية
في المجال الإداري، أنشأ هنري بيهار في جامعة باريس دبلوم الدراسات المتخصصة في النشر في عام 1990، واصبح الآن ماستر 2 معترف به في المهنة. وهو أيضًا مؤسس الرخصة المهنية «كاتب عام». مدير مؤقت (من أكتوبر 1981إلى مارس 1982) ثم رئيس جامعة باريس (مارس 1982 إلى نوفمبر 1986)، وكان يعمل لتحديث الجامعة. وفي هذا السياق، كان مسؤولاً عن حوسبة الجامعة (من أكتوبر 1991 إلى ديسمبر 1993)، ثم شغل منصب مدير مركز الصوتيات والمرئيات بالجامعة (يناير 1994 - فبراير) 2002).

### أنشطة البحوث
هنري بيهار هو أحد المروجين الرئيسيين للدراسات المعجمية بمساعدة الحاسوب. أسس وأدار مركز أبحاث هوبير دي فاليس، وهو فريق بحثي مكرس لتعزيز الدراسات الأدبية بمساعدة الكمبيوتر، وخصص مجلداً لأعماله في علم اللغويات الكمية والأدب والقواعد الخاصة به (1996). في المجال الثقافي، أكد على أهمية وضع النصوص الأدبية في سياقها؛ تتيح ثقافات دي جاري (1988) قراءة أعمال هذا المؤلف في ضوء الثقافات غير المتجانسة التي يستدعيها في كتاباته. هنري بيهار هو أيضًا رئيس جمعية أصدقاء ألفريد جاري. أخصائي طليعي، قدم دراسات تاريخية أو نصية أو وراثية على دادا أو بريتون. كما أسس وأدار مركز أبحاث السريالي، الذي ينسق العمل في هذا الموضوع.

### الأنشطة التعليمية
بالتوازي مع أنشطته البحثية، أدخل هنري بيهار علوم الكمبيوتر في الدورات الدراسية في الجامعة، مما أنشأ قاعدة بيانات للتاريخ الأدبي التي يمكن للطلاب استخدامها. وهو أيضًا خالق شهادة الدراسات الجامعية العامة متعدد التخصصات ذات توجه تدريجي.

### أنشطة التحرير
هنري بيهار عضو في هيئات تحرير العديد من المجلات، بما في ذلك مجلة أوروبا ودادا وفرانكوفونيا وأفانت غارد. قاد تحرير دفاتردادا السريالية (1967-1970 وأخرج مجلة ميلوسين، المكرسة لدراسة السريالية. كما أنه يدير مكتبة المليسين التي نشرتها دار النشر السويسرية لاج دوم، ومجموعة الخطوات المفقودة التي نشرتها فينيكس / ليبريسيمو ومجموعة كابأغريج التي نشرتها نِيزيه.

## المنشورات

### دراسات
- روجر فيتراك، استبصار من السريالية، باريس، نزيت.

- دراسة على مسرح الدراما والمسرح السريالي، باريس، غاليمارد.

- المسرح مفتوح على الحلم، بروكسل، العمل، باريس، فرناند ناثان،1981.(ريسو، لوزان، عصر الإنسان، 1993)

- السريالية: نصوص ومناقشات (بالتعاون مع ميشيل كاراسو)، باريس، هاشيت،1984، الصفحة 509 إعادة إصدار 1992.

- أفكار أندريه بريتون (بالتعاون مع ماريفون باربي ورولاند فورنييه)، لوزان، عصر الإنسان،1988، الصفحة 362.

- دادا، تاريخ التخريب، (بالتعاون مع ميشيل كاراسو)، باريس، فيارد، 1990، الصفحة 264. طبعة جديدة في عام2005.

- السريالية في الصحافة اليسارية (1924- 1939)، باريس، إصدارات باريس المتوسطية،2002، الصفحة 348.

- أفكار أندريه بريتون (بالتعاون مع ماريفون باربي ورولاند فورنييه)، لوزان، عصر الإنسان، 1988، الصفحة 362.

- دادا، تاريخ التخريب، (بالتعاون مع ميشيل كاراسو)، باريس، فيارد، 1990، الصفحة 264. طبعة جديدة في عام 2005.

- مسرحية ألفريد جاري، باريس، بطل الشرف،2003، الصفحة 412. كول. الأدب من هذا القرنno 22.

- تحليل البحث عن الوقت الضائع بقلم مارسيل بروست، باريس، جيب،2006، الصفحة 281.

- الصدمات، اختبارات جديدة على الطليعة، لوزان، عصر الإنسان، 2010، الصفحة 344.

### اختيار المقالات، الأعمال الجماعية
- ملاحظات على البارون، كلية، الكونغرس، النقد، دادا، غير عادية، مسرح، ألقاب، تزارا، فالنساي، فيتراك ومختلف الأعمال في القاموس العام للسريالية وضواحيها،فريبورغ، مكتب دو ليفر، باريس، 1982
- التاريخ الأدبي اليوم (مع روجر فايول)، باريس، أرمان كو لين، 1990، الصفحة 187.
- هوبير دي فاليس (الاسم الجماعي): دليل السفر في نهاية الليل، باريس، نيزيت، 1993، الصفحة 160.
- هوبير دي فاليس (الاسم الجماعي): فولتير المحمولة. القاموس الفلسفي من خلال تقنيات جديدة، باريس، نيزيت،1994، الصفحة 160.
- هوبير دي فاليس (الاسم الجماعي): قاموس المصطلحات. القاموس الموسوعي لرواية فيكتور هوجو المصنوع من التقنيات الحديثة، باريس، نيزيت،1994، الصفحة 160.

## روابط خارجية
- هوبير من فاليس
- مركز أبحاث السريالية